# 三氯蔗糖
三氯蔗糖（英語：Sucralose），俗稱蔗糖素，是英国泰莱公司与伦敦大学共同研制并于1976年申请专利的一种新型人工甜味剂。是唯一以蔗糖为原料的功能性甜味剂，原始商標名稱為Splenda，甜度可达蔗糖的320 - 1000 倍。
这种人工甜味剂具有无熱量，甜度高 ，甜味纯正，安全度高等特点。但蔗糖素在食品的加工過程中可能分解（主因是受熱分解，沸水尚在安全範圍之內），並產生對人體有害的毒性產物。歐盟E編碼為E955。

## 特点
三氯蔗糖的醇和浓郁口感十分接近蔗糖，甜味特性曲线几乎与蔗糖重叠，没有任何苦味。所含热量低，不易被消化吸收，同时也不容易产生龋齿。三氯蔗糖在使用过程中不会对食物产生其他影响，同时还能掩盖苦涩等不愉快味道。既可单独使用也可和其他甜味剂混合使用，三氯蔗糖易溶于水，溶解过程中不起泡。三氯蔗糖十分稳定，室温下干燥环境中可贮藏4年。低pH下的水溶液中，储存一年时间也不会发生变化。三氯蔗糖的安全性非常出众，80年代中期，接受国际安全小组评估，确认其对于广泛用途而言是安全的。它对鱼类和水生生物均无害处，并可生物降解。联合国粮农组织与世界卫生组织食品添加剂联合专家委员会（JECFA）经过多次环境和安全研究于1990年确定每日允许摄入量（ADI）为15毫克／千克。但不適合加熱，當加熱達119℃即會產生分解作用，產生有毒物質。

化學式

## 使用
1991年加拿大率先批准使用三氯蔗糖，中国大陆于1997年7月1日批准使用，美国食品药品监督管理局1998年3月21日批準三氯蔗糖作为食品添加剂。

### 应用范围
三氯蔗糖广泛应用于饮料、口香糖、乳制品、蜜饯、糖浆、冰淇淋、果酱、果冻、槟榔、榨菜、瓜子、布丁等食品中。
1. 用于加工工艺，如高温灭菌、喷雾干燥、挤压等食品加工工艺，但不可用於烘焙，溫度超過120℃容易分解出有害物質
2. 用于发酵食品
3. 用于保健食品和医药等供肥胖症、心血管疾病和糖尿病患者使用的低糖产品
4. 用于水果罐头类、蜜饯类食品的生产
5. 用于快速灌装饮料生产线

### 允许使用的国家和地区
- 亚洲：中國大陸、香港、臺灣、日本、巴基斯坦、新加坡、黎巴嫩、卡塔尔
- 欧洲：英国、瑞士、俄罗斯、爱尔兰、格鲁吉亚、罗马尼亚、塔吉克斯坦、希腊、法国、奧地利
- 美洲：美国、加拿大、墨西哥、多米尼加、牙买加、危地马拉、特立尼达和多巴哥、阿根廷、巴西、巴拿马、哥伦比亚、秘鲁、乌拉圭、巴拉圭、委内瑞拉
- 大洋洲：澳洲、新西兰
- 非洲：南非、坦桑尼亚

## 其它
- 每日攝取容許量為15 mg/kg FDA公布每日攝取安全容許量為5 mg/kgBW/day
- 人體不會吸收蔗糖素，大部份會直接排泄掉。
- 蔗糖素在食品的極高溫加工過程中可能分解並產生對人體有害的毒性產物。
- 模式分析中，含有蔗糖素的食品樣品和大豆油一起在160℃下加熱15分鐘，以蔗糖素或1,3-二氯丙醇作為添加劑一起加熱，將增進油煙中類戴奧辛多氯聯苯(dl-PCBs)的生成。[來源請求]
- 再者，在245℃下加熱15分鐘，油煙中可檢測出類戴奧辛多氯萘(dl-PCNs)以及氯二聯苯戴奧辛/呋喃(PCDDs/Fs)。[來源請求]
- 食用人造甜味劑包括三氯蔗糖，會影響腸道菌群，增加葡萄糖不耐受的風險。[來源請求][6][7]